# برهوت تاسمانی
برهوت تاسمانی اصطلاحی است که برای طیف وسیعی از مناطق در تاسمانی استفاده می‌شود.منطقه ی ثبت شده در میراث جهانی، یکی از بزرگترین مناطق حفاظت شده در استرالیا است که ۱۳۸۰۰ کیلومتر مربع را پوشش می‌دهد و تقریباً ۲۰ ٪ از تاسمانی است.

## منطقه میراث جهانی
مناطق به ثبت رسیده عبارتند از:
- پارک ملی کوه کریدل–دریاچه کلر مقدس
- پارک ملی رودخانه وحشی فرانکلین–گوردون
- پارک ملی کوه‌های هارتز
- پارک ملی مول کریک کارست
- پارک ملی سوت وست
- پارک ملی دیوارهای اورشلیم
- مناطق حفاظت شده و فلات مرکزی
- ایالت کانال شیاطین
- جزیره موتن برد جنوب شرقی